# 1,2,4-Trimethylbenzen
1,2,4-Trimethylbenzen là một chất lỏng không màu có công thức hóa học là C9H12. Đây là một hydrocarbon thơm dễ cháy và tỏa mùi thơm mạnh. 1,2,4-Trimethylbenzen hầu như không hòa tan trong nước, nhưng hòa tan tốt trong etanol, diethyl ether và benzen.